# Paulo dos Santos
Paulo dos Santos (São Vicente, 13 novembre 1973) è un ex calciatore capoverdiano, di ruolo centrocampista.

## Carriera

### Club
La carriera di dos Santos cominciò nel New England Revolution, per cui giocò 16 partite nella Major League Soccer. Fu poi in forza ai New Hampshire Phantoms e ai Boston Bulldogs. Nel 2000, fu ingaggiato dai norvegesi dell'Aalesund. Con questa squadra, conquistò la promozione nella 1. divisjon al termine del campionato 2000, mentre due anni più tardi arrivò ancora una promozione, stavolta nell'Eliteserien.
Esordì nella massima divisione norvegese il 15 giugno 2003, subentrando a Frode Fagermo nella sconfitta casalinga per 0-2 contro il Bodø/Glimt. A fine stagione, l'Aalesund retrocesse nella 1. divisjon, ma riconquistò la promozione un anno più tardi. Nel 2006, dos Santos si trasferì allo Haugesund. Debuttò con questa maglia il 9 aprile, nella vittoria per 1-0 sul Follo. Nel corso del 2007, si trasferì allo Hødd.

### Nazionale
Il 6 settembre 2002, fu in campo per Capo Verde nella vittoria per 0-2 sulla Mauritania.